# Hans von Randow

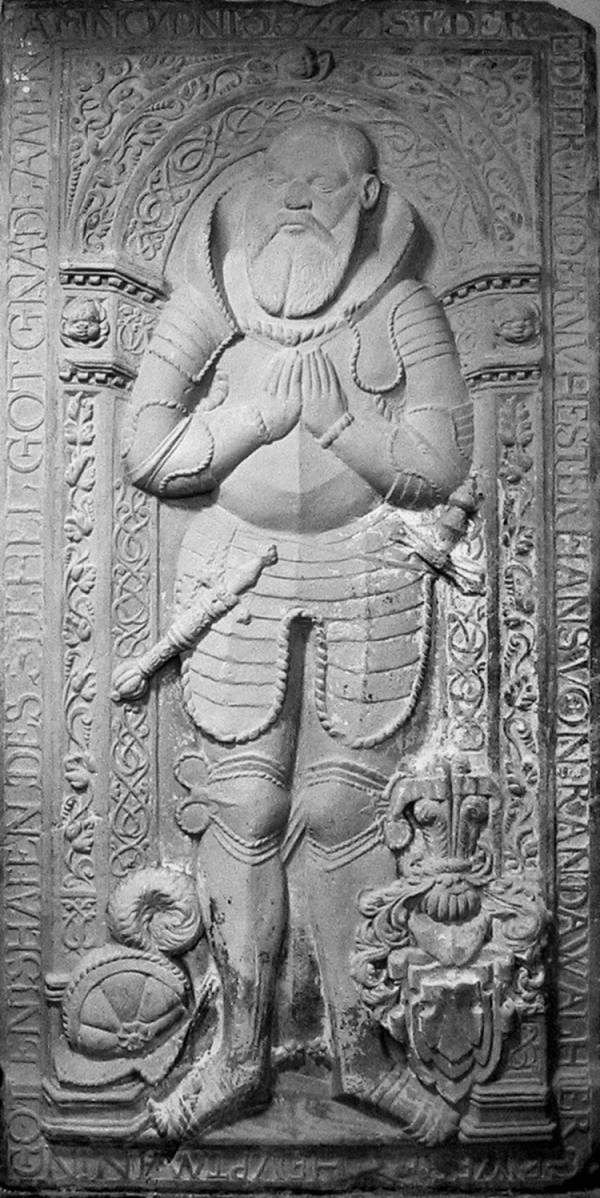
Hans von Randow, Grabstein in Hornburg

Hans von Randow (urkundlich erwähnt 1559–1568; † 1572) war Amtshauptmann zu Hornburg und Zilly.

## Leben
Hans von Randow wurde am Beginn des 16. Jahrhunderts geboren. Das Datum und Details über seine Jugendzeit sind nicht überliefert. Er machte allerdings bald Karriere und brachte es bis zum stiftisch halberstädtischen Amtshauptmann von Hornburg (Kreis Wolfenbüttel) und Zilly (Kreis Halberstadt).
Ein genauer Zeitpunkt seiner Ernennung war nicht festzustellen, doch hatte er sein Amt bereits 1556 inne. In diesem Jahr wurde in der Kirche St. Stephani des Hornburg benachbarten Osterwieck sein Wappen in den ersten Pfeiler links im Hauptschiff eingemeißelt mit der Inschrift „HANS VON RANDAW HAVBTMAN ZU HORNBVRGK VND CILI WAPEN 1556“. Er muss damals bereits etliche Jahre im Amt gewesen sein und sich darin auch Verdienste erworben haben, denn einem gerade ernannten Amtshauptmann würde man wohl schwerlich eine solche Ehrung zuteilwerden lassen.
Hans von Randow amtierte im Großen und Ganzen unauffällig. In den Akten sind kontroverse Tätigkeiten nicht vermerkt. Seine Amtszeit fiel in die Blütezeit der Stadt Hornburg, die durch den Hopfenanbau und die günstige Lage am Kreuzungspunkt wichtiger Handelsstraßen damals zu großem Wohlstand kam. Die Blütezeit dauerte aber nur rund 100 Jahre, dann beendete sie der Dreißigjährige Krieg.
1555 heiratete Hans von Randow die 1526 oder 1527 geborene Ilsa von Werder, eine Tochter des „gelehrten Junkers und Landrats“ Heidenreich (Heinrich) von Werder und der Sophie v. Britzke. Mit Ilsa hatte Hans vier Söhne und mindestens zwei Töchter: Eine dieser Töchter, Ilse, starb 1572 im Alter von vier Jahren. Ihr wurde in der Marienkirche von Hornburg ein Grabstein gesetzt, der – wie auch der ihres Vaters – noch erhalten ist. Seine Witwe Ilsa stiftete 1617 in der Hornburger Kirche den Altar, der noch heute 16 Ahnenwappen zeigt, je acht ihres Mannes und ihrer Familie: v. Randow, v. Knobloch, v. Werder, v. Retzow, v. Lochow, v. Behren, v. Lossow, v. Klitzing, v. Werder, v. Britzke, v. Stechow, v. Katte, v. Bardeleben, v. Wildenhag, v. Lindow und v. Bieren.

## Quelle
- Olof v. Randow: Die Randows. Eine Familiengeschichte. Degener, Neustadt/Aisch 2001, ISBN 3-7686-5182-7, (Deutsches Familienarchiv 135/136).